# Mässingmossa
Mässingmossa (Loeskypnum badium) är en bladmossart som beskrevs av Paul 1916. Enligt Catalogue of Life ingår Mässingmossa i släktet mässingmossor och familjen Amblystegiaceae, men enligt Dyntaxa är tillhörigheten istället släktet mässingmossor och familjen Calliergonaceae. Arten är reproducerande i Sverige. Inga underarter finns listade i Catalogue of Life.